# Plague Inc.
Plague Inc. je strategická simulační mobilní hra odehrávající se v reálném čase, kterou vyvinulo a vydalo britské nezávislé studio Ndemic Creations. Hra byla inspirována filmem Nákaza a flash hrou Pandemic 2 z roku 2008. Úkolem hráče je vytvořit a vyvinout patogen, aby vyhladil lidskou populaci smrtící pandemií. Hra využívá epidemický model s komplexním a realistickým souborem proměnných k simulaci šíření a závažnosti nákazy. Plague Inc. bylo vydáno 26. května pro iOS, 4. října 2012 pro Android a 13. května 2015 pro Windows Phone.
Hra je také dostupná na osobních počítačích a herních konzolích pod názvem Plague Inc: Evolved. Hratelností je podobná mobilní verzi, obsahuje však navíc některé funkce, jako je podpora hry ve více hráčích a tvorba scénářů.

## Hratelnost
Plague Inc. je strategická simulační hra, ve které hráč nepřímo ovládá patogen, jenž nakazil pacienta nula. Hráč si může vybrat mezi různými herními režimy a patogeny a splnit cíl stanovený herním režimem tím způsobem, že nákazu vyvine a přizpůsobí ji různým prostředím. Mezi cíle může mimo jiné patřit nakažení a vyhubení světové populace patogenem, zotročení světové populace parazitickým červem Neuraxem nebo přeměnění lidstva na zombie pomocí viru Necroa. Hráč je však pod časovým tlakem, aby hru dokončil dříve, než lidé vyvinou lék na nákazu.
Tvůrce hry James Vaughan řekl, že je hra „tak trochu jako film Nákaza, jen s tím rozdílem, že jste na druhé straně“. Hra byla kromě filmu inspirována také webovou flash hrou Pandemic 2, kterou v roce 2008 vydala společnost Dark Realm Studios.

### Typy patogenů
Hráč může používat mnoho různých typů patogenů, z nichž každý má své výhody a nevýhody, jež ovlivňují následný vývoj nákazy. Zpočátku si hráč může vybrat pouze bakterie. Další patogeny se odemykají postupnými výhrami v normálním nebo brutálním režimu. Patří mezi ně virus, houba, parazit, prion, nanovirus a biologická zbraň. K dispozici jsou ve hře také fiktivní speciální typy patogenů. Jedná se o červa Neuraxe ovládajícího mysl, zombie virus Necroa, virus simianské chřipky z Úsvitu planety opic, upíří nákazu Shadow Plague a přizpůsobitelnou nemoc X z aktualizace „The Cure“.

## Vývoj
Vývoj hry pravděpodobně začal v roce 2011, kdy na ní po večerech a v odpoledních hodinách pracoval její tvůrce James Vaughan. Oficiálně byla vydána 26. května 2012 pod názvem Plague Inc.
V červenci 2014 studio Ndemic Creations připravilo ve spolupráci se společností 20th Century Fox aktualizaci, jež byla tematicky spojená s filmem Úsvit planety opic. Hráči v ní rozvíjí virus simianské chřipky, který zabíjí lidi a zároveň zvyšuje inteligenci opic, a šíří jej, aby lidstvo vyhubili a pomohli opicím přežít a vyvinout se.
Dne 28. února 2019 studio oznámilo, že do hry přidá nový scénář o nedůvěře v očkování, a to díky petici na stránce Change.org, jež získala více než 10 000 podpisů. Dne 24. března 2020 studio ohlásilo, že v souvislosti s probíhající pandemií covidu-19 přidá nový režim „Cure Mode“, v něm má hráč za úkol šíření nákazy zastavit.

## Přijetí

### Prodeje
Podle studia Ndemic Creations byla hra Plague Inc. do května 2021 stažena více než 160 milionkrát. Na vrcholu světových žebříčku se držela pět let. Ve Spojených státech se jednalo v roce 2012 o 15. nejstahovanější placenou hru na telefony iPhone a v roce 2013 o pátou nejstahovanější placenou hru. V roce 2014 se ve Spojených státech stala třetí nejprodávanější hrou, přičemž v Číně byla první nejprodávanější hrou. V roce 2015 se dostala ve Spojených státech na sedmé místo nejprodávanějších her  a roku 2016 na čtvrté místo.
Do dubna 2019 bylo prodáno přes 35 tisíc kusů deskové hry Plague Inc.: Board Game.
V důsledku pandemie covidu-19 v lednu 2020 se hra Plague, Inc. stala nejprodávanější aplikací na čínském trhu a zaznamenala vyšší prodeje a vyšší počet souběžně hrajících hráčů na jiných platformách. Zájem o hru byl u čínských hráčů nejspíše vyvolán strachem z epidemie, kdy se hráči snažili najít způsob, jak se s nastalou situací vyrovnat. Studio Ndemic hráčům připomnělo, že ačkoli bylo Plague Inc. vyvinuto na základě vědeckých poznatků o šíření infekčních nemocí, nemohlo se rovnat skutečným vědeckým modelům. Dodalo, že v reakci na dotazy lidí ohledně koronaviru přidalo na své vlastní webové stránky odkazy na stránky Světové zdravotnické organizace. V únoru 2020, kdy se pandemie rozšířila po celém světě, se hra Plague, Inc. znovu stala nejprodávanější placenou aplikací pro iOS a podařilo se jí navíc překonat i hru Minecraft. Studio Ndemic přidalo do hry režim o boji proti šíření pandemie, který vyvinulo ve spolupráci s WHO. Je založen na některých vědeckých postupech a zkušenostech získaných při šíření koronaviru.
Dne 27. února 2020 nařídila čínská vláda stažení hry z obchodu App Store. Státní regulátor Správa kyberprostoru Číny uvedl jako důvod stažení „nelegální obsah“ ve hře, studiu Ndemic však neposkytl žádné další vysvětlení. Ve hře Plague, Inc. byla vydána aktualizace „Fake News“, kterou dosud čínské úřady nepovolily zveřejnit; vzhledem k postoji Číny k médiím se nejspíše jednalo o důvod jejího zákazu.

## Doprovodné hry

### Plague Inc.: Board Game
V roce 2017 vývojáři vydali fyzickou deskovou hru založenou na motivech mobilní hry s názvem Plague Inc.: The Board Game. Bylo na ní prostřednictvím kampaně na Kickstarteru vybráno 355 tisíc dolarů. Tvůrce hry James Vaughan řekl, že „chtěl opravdu vytvořit fyzickou hru, která by šla ruku v ruce s videohrou –⁠ zejména proto, že deskové hry jsou nyní stále populárnější“.

### Rebel Inc.
Dne 6. prosince 2018 vydalo studio Ndemic Creations politicky tematizované pokračování Rebel Inc., založené na „složitosti a důsledcích zahraniční intervence a boje proti povstalcům“. Hráči v něm musí stabilizovat poválečnou zemi a zároveň zabránit povstalcům v převzetí moci. Přestože hra byla po svém vydání dostupná pouze na mobilních telefonech s iOS, byl 11. února následujícího roku vydán port pro zařízení se systémem Android.